# تشو جين-سو
تشو جين-سو (2 مارس 1983 بكوريا الجنوبية - ) هو لاعب كرة قدم كوري جنوبي في مركز الهجوم. شارك مع منتخب كوريا الجنوبية تحت 20 سنة لكرة القدم ومنتخب كوريا الجنوبية لكرة القدم. أما مع النوادي، فقد لعب مع جونبك هيونداي موتورز وجيجو يونايتد ونادي أولسان هيونداي ونادي سوون ونادي راتشابوري ميتر فول وYangju Citizen FC ‏.

## وصلات خارجية
- تشو جين-سو على موقع دوري كوريا الجنوبية (الإنجليزية)
- تشو جين-سو على موقع قاعدة بيانات كرة القدم.إي يو (الإنجليزية)
- تشو جين-سو على موقع ناشيونال فوتبول تيمز (الإنجليزية)
- تشو جين-سو على موقع Soccerway.com (الإنجليزية)